# Порфобилиноген
Порфобилиноген — пиррол, вовлечённый в метаболизм порфирина. Синтезируется из аминолевулината при помощи фермента порфобилиногенсинтазы. Порфобилиноген затем превращается в гидроксиметилбилан ферментом порфобилиногендеаминаза, также известной как гидроксиметилбилансинтаза.
Острая перемежающаяся порфирия диагностируется по увеличению мочевого порфобилиногена.